# División de Honor femenina de balonmano 2016-17
La temporada 2016-17 de la Liga Loterías de Balonmano Femenino fue la 60ª edición de la División de Honor femenina de balonmano, la competición de Liga más importante para clubes femeninos de balonmano de España. Comenzó el 10 de septiembre de 2016 y finalizó el 27 de mayo de 2017.
La Real Federación Española de Balonmano fue la encargada de organizar la competición. El Mecalia Atlético Guardés fue el equipo que se proclamó campeón, asegurándose el título ganando en la última jornada al KH-7 BM. Granollers.

## Equipos
| Equipo                           | Localidad     | Comunidad Autónoma   | Estadio                                |
| -------------------------------- | ------------- | -------------------- | -------------------------------------- |
| Esencia 27 ULE Cleba León BM     | León          | Castilla y León      | Palacio de los Deportes de León        |
| Aula Cultural Valladolid         | Valladolid    | Castilla y León      | Polideportivo Huerta del Rey           |
| Elche Mustang                    | Elche         | Comunidad Valenciana | Pabellón Municipal Carrús              |
| Club Hándbol Canyamelar Valencia | Valencia      | Comunidad Valenciana | Pabellón Municipal Cabanyal-Canyamelar |
| Mecalia Atl. Guardes             | La Guardia    | Galicia              | Pabellón Municipal de A Sangriña       |
| BM Porriño                       | Porriño       | Galicia              | Pabellón Municipal de Porriño          |
| Helvetia BM Alcobendas           | Alcobendas    | Comunidad de Madrid  | Pabellón de los Sueños                 |
| Balonmano Base Villaverde        | Madrid        | Comunidad de Madrid  | Polideportivo Plata y Castañar         |
| Prosetecnisa Zuazo               | Baracaldo     | País Vasco           | Polideportivo Municipal de Lasesarre   |
| Super Amara Bera Bera            | San Sebastián | País Vasco           | Polideportivo Municipal Bidebieta      |
| Rincón Fertilidad                | Málaga        | Andalucía            | Pabellón José Luis Pérez Canca         |
| B.M.C. Mavi Nuevas Tecnologías   | Gijón         | Asturias             | Pabellón de Deportes La Arena          |
| Rocasa Gran Canaria ACE          | Telde         | Canarias             | Pabellón Insular Antonio Moreno        |
| KH-7 BM. Granollers              | Granollers    | Cataluña             | Palacio de Deportes de Granollers      |

## Clasificación
|  | Pos. | Equipos                          |  | PJ | PG | PE | PP | DG   | Pts |
|  | ---- | -------------------------------- |  | -- | -- | -- | -- | ---- | --- |
|  | 1.   | Mecalia Atlético Guardés         |  | 26 | 24 | 0  | 2  | +178 | 48  |
|  | 2.   | Super Amara Bera Bera            |  | 26 | 23 | 0  | 3  | +169 | 46  |
|  | 3.   | Rocasa Gran Canaria ACE          |  | 26 | 20 | 0  | 6  | +132 | 40  |
|  | 4.   | Rincón Fertilidad Málaga         |  | 26 | 16 | 2  | 8  | +8   | 34  |
|  | 5.   | Prosetecnisa Zuazo               |  | 26 | 16 | 2  | 8  | +46  | 34  |
|  | 6.   | Aula Valladolid                  |  | 26 | 13 | 4  | 9  | +33  | 30  |
|  | 7.   | BM Porriño                       |  | 26 | 12 | 1  | 13 | -12  | 25  |
|  | 8.   | Club Hándbol Canyamelar Valencia |  | 26 | 9  | 1  | 16 | -76  | 19  |
|  | 9.   | Elche Mustang                    |  | 26 | 9  | 1  | 16 | -70  | 19  |
|  | 10.  | KH-7 BM. Granollers              |  | 26 | 8  | 2  | 16 | -6   | 18  |
|  | 11.  | B.M.C. Mavi Nuevas Tecnologías   |  | 26 | 8  | 2  | 16 | -30  | 18  |
|  | 12.  | Balonmano Base Villaverde        |  | 26 | 6  | 2  | 18 | -142 | 14  |
|  | 13.  | Helvetia BM Alcobendas           |  | 26 | 6  | 1  | 19 | -100 | 13  |
|  | 14.  | Esencia 27 ULE Cleba León BM     |  | 26 | 2  | 2  | 22 | -130 | 6   |

- Los 14 equipos participantes jugarán bajo el sistema de liga todos contra todos a doble vuelta.
- Los 14 equipos tendrán derecho a participar en la Copa de S.M. La Reina, más los demás equipos que se establezcan de la División de Plata.
- El primer clasificado adquirirá el derecho a participar en el campeonato de Europa de Campeones de Liga(Liga de Campeones).
- El segundo clasificado será el representante en la Copa E.H.F.
- Adquirirán el derecho a participar en la Challenge Cup los dos equipos mejor clasificados que no obtengan plaza para la Liga de Campeones, Copa E.H.F o la Recopa de Europa respectivamente.
- Descienden a la División de Honor Plata Femenina los dos últimos equipos clasificados al final del campeonato de liga.
- No hay promociones de permanencia.

### Ascensos y descensos
Un total de 14 equipos disputarán el campeonato. La disputarán los 12 primeros clasificados de la División de Honor de balonmano femenino 2015-16 y dos equipos de la División de Plata de balonmano femenino 2015-16, tras una fase de ascenso.
| Pos. | Descendidos de División de honor |
| ---- | -------------------------------- |
| 13°  | Jofemesa Oviedo                  |
| 14°  | Aiala Zarautz                    |

| Pos. | Ascendidos de División de Plata |
| ---- | ------------------------------- |
| 1º   | B.M.C. Mavi Nuevas Tecnologías  |
| 2º   | Balonmano Base Villaverde       |

La fase de ascenso a la DHF consiste en dos grupos de cuatro equipos cada uno, provenientes de los dos primeros clasificados de los cuatro grupos de la liga regular, de ahí, avanzan a la segunda parte de la fase los dos primeros clasificados de cada grupo , y vuelven a enfrentarse entre sí los cuatro equipos que hayan llegado a la segunda parte de esta fase de ascenso, ascendiendo los dos equipos mejor clasificados.

### Evolución de la clasificación
| Jornada / Equipo                 | 1  | 2  | 3  | 4  | 5  | 6  | 7  | 8  | 9  | 10 | 11 | 12 | 13 | 14 | 15 | 16 | 17 | 18 | 19 | 20 | 21 | 22 | 23 | 24 | 25 | 26 |
| Jornada / Equipo                 |    |    |    |    |    |    |    |    |    |    |    |    |    |    |    |    |    |    |    |    |    |    |    |    |    |    |
| -------------------------------- | -- | -- | -- | -- | -- | -- | -- | -- | -- | -- | -- | -- | -- | -- | -- | -- | -- | -- | -- | -- | -- | -- | -- | -- | -- | -- |
| Mecalia Atlético Guardés         | 3  | 3  | 3  | 2  | 2  | 2  | 3  | 3  | 3  | 3  | 3  | 2  | 2  | 2  | 2  | 2  | 2  | 2  | 2  | 2  | 2  | 2  | 2  | 1  | 1  | 1  |
| Super Amara Bera Bera            | 4  | 2  | 2  | 1  | 1  | 1  | 1  | 1  | 1  | 1  | 1  | 1  | 1  | 1  | 1  | 1  | 1  | 1  | 1  | 1  | 1  | 1  | 1  | 2  | 2  | 2  |
| Rocasa Gran Canaria ACE          | 6  | 1  | 1  | 4  | 4  | 3  | 2  | 2  | 2  | 2  | 2  | 3  | 3  | 3  | 3  | 3  | 3  | 3  | 3  | 3  | 3  | 3  | 3  | 3  | 3  | 3  |
| Rincón Fertilidad Málaga         | 11 | 9  | 12 | 10 | 10 | 9  | 7  | 7  | 7  | 6  | 6  | 6  | 6  | 6  | 5  | 5  | 5  | 6  | 5  | 5  | 5  | 5  | 5  | 5  | 5  | 4  |
| Prosetecnisa Zuazo               | 2  | 4  | 4  | 5  | 5  | 4  | 4  | 4  | 4  | 4  | 4  | 4  | 4  | 4  | 4  | 4  | 4  | 4  | 4  | 4  | 4  | 4  | 4  | 4  | 4  | 5  |
| Aula Valladolid                  | 8  | 7  | 8  | 8  | 6  | 7  | 6  | 6  | 6  | 7  | 7  | 7  | 7  | 7  | 7  | 7  | 7  | 7  | 7  | 7  | 7  | 7  | 7  | 6  | 6  | 6  |
| BM Porriño                       | 5  | 5  | 5  | 3  | 3  | 5  | 5  | 5  | 5  | 5  | 5  | 5  | 5  | 5  | 6  | 6  | 6  | 5  | 6  | 6  | 6  | 6  | 6  | 7  | 7  | 7  |
| Club Hándbol Canyamelar Valencia | 10 | 11 | 14 | 14 | 11 | 10 | 9  | 9  | 10 | 11 | 11 | 12 | 12 | 12 | 12 | 12 | 12 | 12 | 12 | 9  | 8  | 9  | 8  | 8  | 11 | 8  |
| Elche Mustang                    | 13 | 12 | 7  | 7  | 8  | 6  | 8  | 8  | 8  | 9  | 10 | 10 | 10 | 11 | 11 | 11 | 9  | 11 | 8  | 10 | 9  | 10 | 9  | 9  | 8  | 9  |
| KH-7 BM. Granollers              | 9  | 13 | 13 | 13 | 14 | 14 | 13 | 12 | 12 | 12 | 12 | 11 | 11 | 9  | 9  | 10 | 11 | 9  | 10 | 11 | 10 | 11 | 10 | 10 | 9  | 10 |
| B.M.C. Mavi Nuevas Tecnologías   | 12 | 10 | 11 | 9  | 9  | 12 | 11 | 11 | 9  | 8  | 9  | 8  | 8  | 8  | 8  | 8  | 8  | 8  | 9  | 8  | 11 | 8  | 11 | 11 | 10 | 11 |
| Balonmano Base Villaverde        | 7  | 8  | 9  | 11 | 12 | 11 | 12 | 13 | 13 | 13 | 13 | 13 | 13 | 13 | 13 | 13 | 13 | 13 | 13 | 13 | 13 | 13 | 13 | 13 | 13 | 12 |
| Helvetia BM Alcobendas           | 1  | 6  | 6  | 6  | 7  | 8  | 10 | 10 | 11 | 10 | 8  | 9  | 9  | 10 | 10 | 9  | 10 | 10 | 11 | 12 | 12 | 12 | 12 | 12 | 12 | 13 |
| Esencia 27 ULE Cleba León BM     | 14 | 14 | 10 | 12 | 13 | 13 | 14 | 14 | 14 | 14 | 14 | 14 | 14 | 14 | 14 | 14 | 14 | 14 | 14 | 14 | 14 | 14 | 14 | 14 | 14 | 14 |

## Altas y bajas importantes
Matxalen Ziarsolo, la capitana del Bera Bera, deja el balonmano profesional a sus 34 años y 15 temporadas, siendo la única jugadora en poseer los mismos títulos que el equipo, tres Ligas, cinco Copas y otras cinco Supercopas. Sus 1.400 goles la colocan como segunda máxima goleadora de la historia del equipo tras Tati Garmendia.